# 茶房乡
茶房乡，是中华人民共和国云南省临沧市云县下辖的一个乡镇级行政单位。

## 行政区划
茶房乡下辖以下地区：
茶房村、村头村、文茂村、黑树林村、桥街村、甸头山村、黄沙河村、大垭口村、文乃村、大河边村、马街村、南挖河村、大路边村、南满村、文雅村和响水村。